# Мокеевское (Волжское сельское поселение)
В том числе в Рыбинском районе есть ещё одна деревня Мокеевское, но в Назаровском сельском поселении
Моке́евское — деревня в Михайловском сельском округе Волжского сельского поселения Рыбинского района Ярославской области.
Небольшая деревня расположена на левом берегу реки Иода. Деревня стоит выше по течению центра сельского округа села Михайловского. Автомобильная дорога от Михайловского на Александрову Пустынь на этом участке проходит по прямой на деревню Бесово, в стороне от берега реки, примерно в 2 км западнее деревни Мокеевское. По берегу Иоды идёт просёлочная дорога, связывающая стоящие по реке деревни Юркино, Мальинское, Брыково, Гридино, Мокеевское и выходящая на автомобильную дорогу в Бесово. В окрестностях деревни в основном сельскохозяйственные земли, перемежающиеся небольшими перелесками. На противоположном берегу Иоды на этом участке населённых пунктов нет, а на расстоянии около 3 км к востоку проходит железная дорога Рыбинск-Ярославль и расположена станция Торопово.
Село Мокеевское указано на плане Генерального межевания Рыбинского уезда 1792 года.
На 1 января 2007 года в деревне числилось 3 постоянных жителя. Почтовое отделением, расположенное в селе Михайловском, обслуживает в деревне 5 домов.

## Известные жители
- Герасимов, Анатолий Алексеевич (1922—2002) — директор Волжского машиностроительного завода, Герой Социалистического Труда (1981).